# Tetrapedia hemileuca
Tetrapedia hemileuca là một loài Hymenoptera trong họ Apidae. Loài này được Moure mô tả khoa học năm 1999.